# Tanque lanzallamas

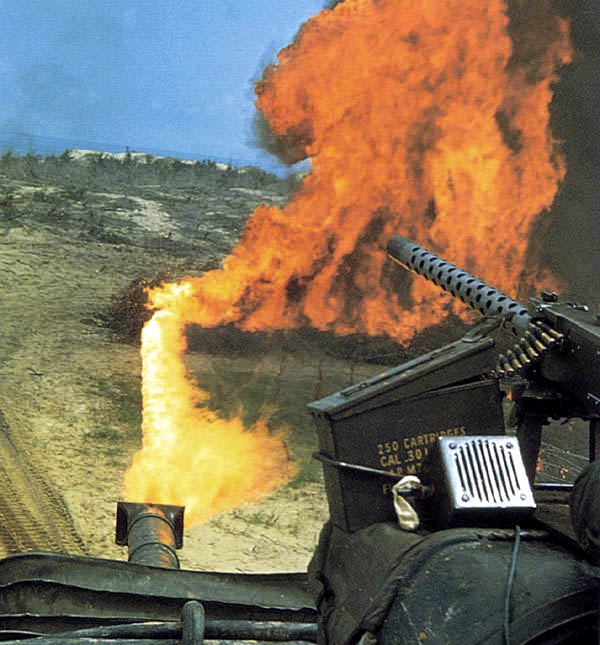
Un M67 de los Marines en Vietnam, 1968. A la derecha se observa una ametralladora Browning M1919.

Un tanque lanzallamas es un tanque u otro vehículo blindado de combate equipado con un lanzallamas. 
Los tanques lanzallamas se utilizaron para apoyar ataques combinados contra fortificaciones u otros obstáculos. Sólo llegaron a tener un uso significativo en la Segunda Guerra Mundial, durante la cual Estados Unidos, Unión Soviética, Alemania, Italia, Japón y el Reino Unido (incluidos los miembros de la Commonwealth), produjeron blindados equipados con lanzallamas. 
Se han utilizado distintos métodos de producción. Normalmente se hicieron modificaciones (ya sea en el campo de batalla o de fábrica) al chasis de los tanques existentes. Los lanzallamas empleados a bordo fueron versiones modificadas de los lanzallamas de infantería (Flammpanzer I y II) o especialmente diseñados Flammpanzer III. Se montaron en el exterior bien sustituyendo a las ametralladoras (Flammpanzer II), o bien sustituyendo el cañón principal del tanque Flammpanzer III. El combustible y el propulsor para el lanzallamas se llevaban tanto en el interior, como en depósitos blindados externos, o en algunos casos en un remolque cisterna blindado detrás del tanque (Churchill Crocodile). 

## Eficacia en combate
Los tanques lanzallamas no padecían de la misma vulnerabilidad que los lanzallamas portátiles, llevaban mucho más combustible, y disparaban a mayor distancia. Igualmente eran apoyados por la infantería, como por ejemplo en Iwo Jima, donde las cargas frontales de los japoneses contra los tanques lanzallamas fueron repelidas con fuego de fusil. 
Sin embargo, en campo abierto, el lanzallamas era prácticamente inútil debido a su corto alcance. 
La experiencia de emplear tanques lanzallamas en combate fue variada. Las variantes lanzallamas de los Panzer II y Panzer III fueron canceladas debido a su pobre eficacia, siendo convertidas en cañones de asalto o en cazacarros. El Panzer IV nunca fue convertido a una variante lanzallamas, a pesar de ser empleado para casi cualquier propósito en el campo de batalla. 
Los resultados fueron variados en parte debido al desarrollo de armas antitanque de infantería. Al comienzo de la Segunda Guerra Mundial la mayoría de unidades de infantería tenían armas eficaces contra objetivos blindados desde los treinta a cincuenta metros, como el fusil antitanque. Pero hacia mediados de la guerra se introdujeron armas antitanque más potentes, como la Bazuca, el Panzerschreck y el PIAT, que eran letales a distancias mayores a las del alcance de un lanzallamas.

## Segunda Guerra Mundial. Eje

### Ejército alemán (Wehrmacht Heer)
- Panzer II Flamm, una variante del Panzer II Ausf D / E con dos minitorretas lanzallamas en los extremos frontales.
- Flammpanzer 38, una variante del Jagdpanzer 38 (t).
- Panzerkampfwagen B2 (F), una variante producida por los alemanes basada en el chasis de los tanques franceses Char B1 capturados.
- Flammpanzer III Ausf M / Panzer III (F1), una variante del Panzer III Ausf M.
- Sdkfz 251/16 Flammpanzerwagen, una variante basada en el semioruga Sdkfz 251 .
- StuG III (FLAMM), una variante basada en el chasis del cañón de asalto StuG III .

### Real Ejército italiano(Regio Esercito)
- Tanqueta lanzallamas L3 Lf, una variante de la tanqueta L3/35.
- Tanque lanzallamas L6 Lf, una variante del tanque ligero L6/40.

### Ejército Imperial Japonés(Dai-Nippon Teikoku Rikugun)
- Tipo "SS", variante de los vehículos blindados de ingenieros Bo, Ko, Otsu, Hei y Tei
- Variante lanzallamas del tanque Tipo 97 Chi-Ha.

## Segunda Guerra Mundial. Aliados

### M3 Stuart
- M3 Satan: conversión improvisada de un M3 Stuart, armado con un lanzallamas canadiense Ronson.

### Tanque medio M4Sherman
- M4A3R3: tanque Sherman utilizado durante la Operación Overlord (1944) y la Batalla de Iwo Jima (1945)
- M4 Crocodile: cuatro tanques M4 modificados por los británicos para la 2 ª División de Blindados Estadounidense en el NO de Europa con el mismo remolque blindado de combustible empleado por el Churchill Crocodile, pero la manguera de combustible iba por encima de la carrocería.
- Sherman Badger: Fue el reemplazo canadiense del Ram Badger. El Sherman Badger era un Sherman M4A2 HVSS Wasp IIC sin torreta, con un lanzallamas en lugar de la ametralladora de la carrocería, desarrollado en algún momento entre 1945 y 1949. Con una capacidad de 150 galones lanzados a 250 psi, tenía un alcance efectivo de 125 yardas, una elevación de +30 a -10 grados y una sección de 30 grados a la izquierda y 23 grados a la derecha. Este modelo fue la base para el T68 estadounidense.

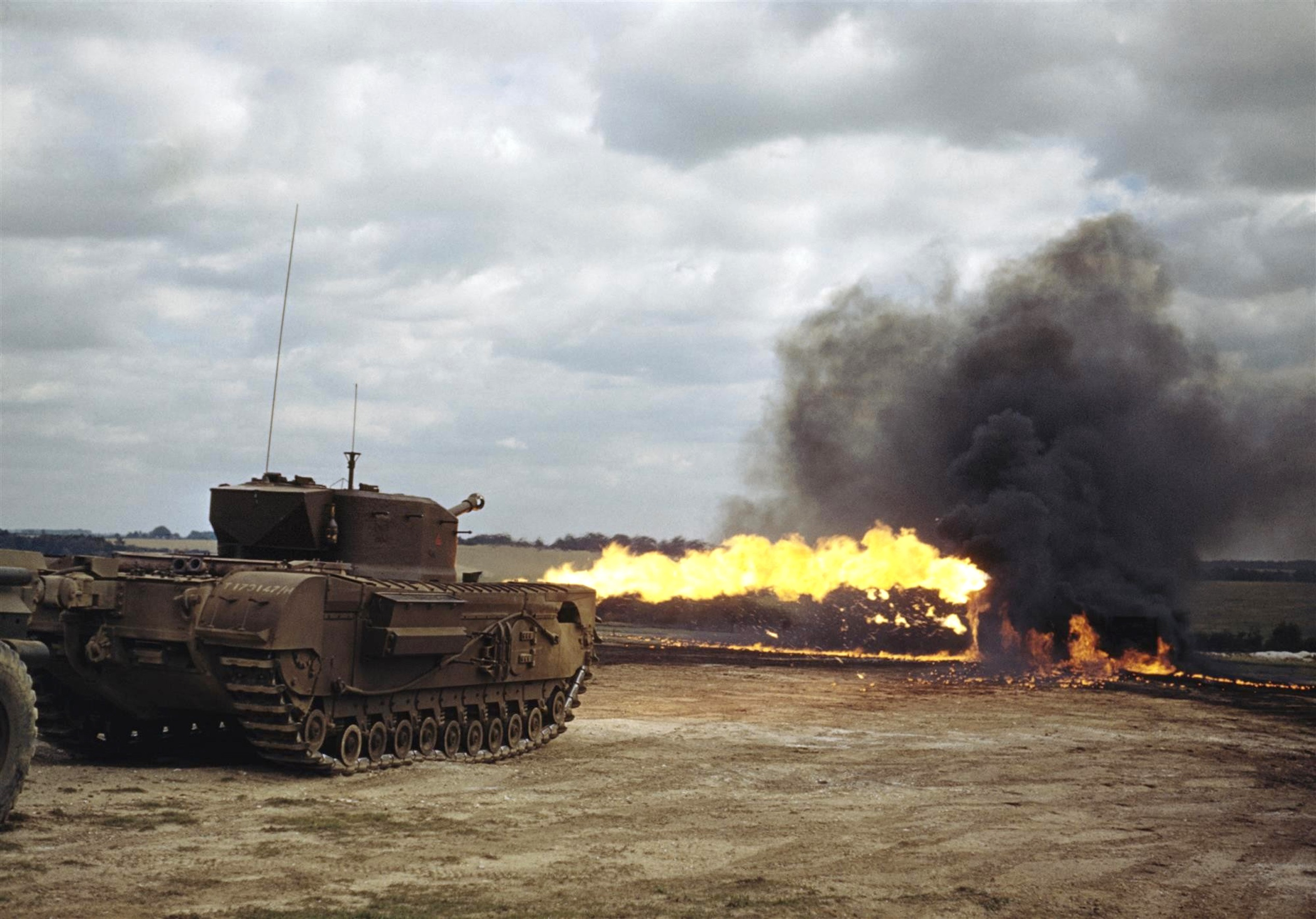
Tanque lanzallamas Churchill Crocodile.

### Tanque de infantería Mk IV (A22)(Churchill )
- Churchill OKE :Un Churchill II con lanzallamas "Ronson". Tres fueron utilizados en Dieppe en 1942.
- Churchill Crocodile: Un Churchill VII con un remolque de combustible. El lanzallamas sustituye la ametralladora de la carrocería, dejando el armamento principal intacto. Fue empleado después del desembarco de Normandía (1944)

### Tanque de infantería Mk II, Matilda II (A12 )
- Matilda Frog (25): 25 Matilda II convertidos a tanques lanzallamas por los australianos a finales de 1944.
- Matilda Murray: Versión australiana mejorada con respecto a la Frog, producido en 1945.

### Otros
- Ram Badger: Tanque Ram canadiense adaptado con lanzallamas.
- LVT (A) -4 Ronson: (1944) Fue un tanque anfibio ligero; era una versión de apoyo con una torreta de M8 Howitzer Motor Carrier, pero con el obús de 75 mm reemplazado por un lanzallamas canadiense Ronson. 
  - LVT-4 (F) Sea Serpent: la versión británica armada con lanzallamas.
- OT-34: creado a partir de diversos modelos del T-34, entre ellos el T-34/85.
- OT-26: variante del T-26.
- OT-130: variante del T-26.
- OT-133: variante del T-26.
- Wasp: No fue estrictamente un tanque lanzallamas, sino un Universal Carrier equipado con lanzallamas.

## Tanques modernos
- OT-54: Variante del ampliamente utilizado T-54 soviético.
- TO-55: Variante del ampliamente utilizado T-55 soviético.
- TO-62: variante del T-62 soviético.
- M67 Zippo: variante del M48 Patton estadounidense.

- Datos: Q1687222
- Multimedia: Flame tanks / Q1687222